# Byun Young-joo
Dans ce nom coréen, le nom de famille, Byun, précède le nom personnel.
Byun Young-joo ou Byeon Yeong-joo (hangeul : 변영주 ; hanja : 邊永姝 ; RR : Byeon Yeong-ju ; MR : Pyŏn Yŏngju) est une réalisatrice et scénariste sud-coréenne, née le 20 décembre 1966.
Ses films examinent souvent des questions sur les droits des femmes et les droits de l'homme.

## Biographie

### Carrière
Buyn Young-joo commence sa carrière de réalisatrice à la fin des années 1990 avec la trilogie de films documentaires sur la vie des "femmes de réconforts", des jeunes filles victimes d'esclavage sexuel par l'armée impériale japonaise pendant la seconde guerre mondiale. Le premier volet de la trilogie ne fait que 4800 entrées en Corée alors qu'il rencontre un certain succès sur les différents festivales internationaux.
Son premier long métrage Ardor, est une adaptation du roman de Jon Kyong-nin (hangeul : 전경린) Une fois dans ma vie.

## Filmographie

### Documentaires
- 1993 : Women Being in Asia (아시아에서 여성으로 산다는 것, documentaire)
- 1995 : The Murmuring (낮은 목소리, documentaire)
- 1997 : The Murmuring 2 - Habitual Sadness (낮은 목소리2, documentaire)
- 1998 : Documentary of Yang Joo-nam (documentaire)
- 1999 : The Murmuring 3 - My Own Breathing (낮은목소리3 - 숨결, documentaire)
- 2008 : The Wise Way to Remember the 20th Century (20세기를 기억하는 슬기롭고 지혜로운 방법, documentaire)

### Cinéma
- 2002 : Ardor (밀애)
- 2004 : Flying Boys (발레 교습소)
- 2012 : Helpless (화차)

## Distinctions

### Récompenses
- Festival international du documentaire de Yamagata 1995 : prix Shinsuke Ogawa (The Murmuring)
- Korean Film Critics Association 1996 : Prix spécial (The Murmuring)
- Taiwan International Documentary Festival 1998 : prix du mérite (The Murmuring 2 - Habitual Sadness)
- Festival international du film de Pusan 1999 : prix pour le meilleur documentaire coréen (Woonpa Award) (The Murmuring 3 - My Own Breathing)
- Korean Council for the Women Drafted for Military Sexual Slavery by Japan 2009 : Prix Kim Hak-sun
- Women in Film Korea Awards 2012 : meilleure réalisatrice de l'année (Helpless)
- Baeksang Arts Awards 2012 : meilleure réalisatrice (Helpless)

### Nominations
- Festival international du film de Pusan 2002 : New Currents Award (Ardor)
- Verona Love Screens Film Festival Awards 2003 : meilleur film (Ardor)
- Baeksang Arts Awards 2012 : meilleur film (Helpless)
- Buil Film Awards 2012 :
  - Meilleur film (Helpless)
  - Meilleure réalisatrice (Helpless)